# Questions (Lost Frequencies)
Questions is een nummer van de Belgische deephouse-dj Lost Frequencies, in samenwerking met de Britse zanger James Arthur. Het nummer werd uitgebracht in juni 2022, ongeveer een jaar na het uitbrengen van Where Are You Now.
Het nummer werd een bescheiden hit en bereikte een top 15-positie in de Vlaamse Ultratop 50. In Wallonië deed het nummer iets beter met een 8ste plaats. Voor de Brusselaar zijn 8ste top 10-single. 